# Hierodula tonkinensis
Hierodula tonkinensis là một loài bọ ngựa thuộc tông Paramantini.
Đây có thể là loài đặc hữu của Việt Nam.